# Raimon de Miraval
Raimon de Miraval(h), italianizzato in Raimondo di Miravalle (fl. 1180-1220), è stato un trovatore francese e, secondo la sua vida, "un cavaliere povero originario di Carcassonne che possedeva meno di un quarto del castello di Miraval".
Favorito da Raimondo VI di Tolosa, Raimon venne inoltre più tardi associato a Pietro II di Aragona e ad Alfonso VIII di Castiglia. Il suo pseudonimo era Audiart.
Raimon è stato identificato con una persona omonima che sottoscrisse un capitolo del 1151, spingendo qualcuno a collocare la sua data di nascita intorno al 1135 ca., mentre altri rifiutano questa identificazione con Raimon de Miraval, stimando la sua data di nascita intorno al 1160, in base al riferimento del culmine della sua carriera (1200 ca.) Il fatto che Raimon fosse proprietario solo di un quarto del castello atavico di famiglia è un'indicazione dell'eredità divisibile o della struttura clanica. Miraval viene catturato da Simon de Montfort durante la crociata albigese. Dopo la Battaglia di Muret nel 1213 Raimon probabilmente fugge in Spagna, dopo aver giurato che ma avrebbe più cantato finché non avesse riottenuto il suo castello. A un certo punto si separa da sua moglie, Gaudairença (o Caudairenga), lei stessa autore della (adesso perduta) canzone Coblas e dansas, per comportamento scortese.
Dell'opera di Raimon restano 45 componimenti, di cui 22 comprensivi di melodia: una delle percentuali di conservazione più alte fra i trovatori. La maggior parte di questi lavori sono nello stile trobar leu. Raimon dedicò molti suoi componimenti a un così chiamato "Pastoret", la cui identificazione risulta problematica, anche se viene di solito identificato come Raimondo Ruggero Trencavel. Raimon era ammirato dai suoi contemporanei e dalla maggior parte dei poeti delle generazioni successive; inoltre era famoso per la sua maniera di trattare il soggetto dell'amor cortese. Raimon rappresenta un allontanamento dalle cansos tradizionali, celebrando la jois d'amor ("gioia d'amore") o l'amor de lonh ("la lontananza d'amore", lett. amore da lontano), enfatizzando invece la cortesia, l'onore e la reputazione. La più alta virtù è la fedeltà, ma questo dipende dalla cortesia (pretz e valor).